# Barnets Hus
Barnets Hus er en dokumentarfilm fra 1923 med ukendt instruktør.

## Handling
Optagelser fra en børneinstitution. Småbørn præsenteres, siddende på stor græsplæne. Barnepiger leger med børn foran et stort hus. Haven rundtom huset er stor med drivhus og gæs. En lille pige rækker et mærke med en firkløver frem mod kameraet. Voksne ledere ses i samtale. Spædbørn lægges i udendørs senge. Børnelege i rundkreds.